# 贝尔根 (中弗兰肯行政区)
贝尔根（德語：Bergen，發音：[ˈbɛʁɡn̩] ⓘ）是德国巴伐利亚州中弗兰肯行政区魏森堡-贡岑豪森县的市镇，面积19.92平方千米，2023年12月31日人口为1,197人。